# Hermann Erlhoff
Hermann Erlhoff (* 22. Dezember 1944 in Herten; † 17. Februar 2022) war ein deutscher Fußballspieler und -trainer.

## Karriere
Erlhoffs Heimatverein war die SuS Westerholt-Bertlich, bei der er in der Jugend spielte. Anschließend war der gelernte Maschinenschlosser gemeinsam mit Jürgen Wittkamp bei der SpVgg Herten in der Verbandsliga aktiv. 1966 absolvierte er ein Probetraining beim FC Schalke 04, wechselte jedoch nach einer Verletzung zunächst zum TSV Marl-Hüls in die Regionalliga West. Hier erzielte er in 25 Meisterschaftsspielen sieben Tore. Nach einem Freundschaftsspiel des TSV gegen die Schalker, in dem er Schalkes Trainer Fritz Langner beeindruckt hatte, erhielt er 1967 einen Vertrag bei den Knappen.
Sein erstes Bundesligaspiel machte der zu dieser Zeit im Mittelfeld agierende Erlhoff am 19. August 1967 in der Glückauf-Kampfbahn. Er wurde nach einer guten halben Stunde für den verletzten Heinz Pliska eingewechselt, sein Gegenspieler war Günter Netzer. Eine Ein- und Auswechslung pro Spiel waren zur Spielzeit 1967/68 erstmals erlaubt, Erlhoffs Einwechslung war – nach Torwart Erhard Schwerin – die zweite der Bundesliga-Geschichte überhaupt und die allererste Einwechslung eines Feldspielers. In der 89. Minute lieferte er Friedel Rausch die Vorlage für das Tor zum 3:4-Endstand. Unter Trainer Günter Brocker avancierte er zum Stammspieler. Nachdem Brocker seinen Stuhl hatte räumen müssen, kam Rudi Gutendorf als Trainer, mit dem die „Blauen“ 1969 das Pokalfinale und im folgenden Jahr das Halbfinale im Europapokal erreichten. Aufgrund von Differenzen mit Gutendorf wechselte Erlhoff 1970 trotz laufenden Vertrags nach 75 Ligaeinsätzen mit acht Toren sowie fünf Spielen im Europapokal zum Bundesligakonkurrenten Rot-Weiss Essen.
Nunmehr vornehmlich in der Abwehr eingesetzt wurde er auch hier Stammspieler, musste allerdings nach der Saison 1970/71 in die Regionalliga absteigen. Zwei Jahre später gelang ihm mit dem Team der Wiederaufstieg, und er spielte noch weitere zwei Jahre in der höchsten Spielklasse. In der Saison 1975/76 kam er nur noch zu einem Einsatz; in seinem letzten Bundesligaspiel am 13. März 1976, einem 0:5 beim 1. FC Kaiserslautern, wechselte Trainer Ivica Horvat ihn in der 80. Minute für Hartmut Huhse ein. Für die Essener bestritt er 87 Spiele in der Bundesliga, in denen er sieben Tore erzielte.

## Trainer
Bei Rot-Weiss Essen war er zunächst Co-Trainer und löste am 27. September 1976 seinen „Chef“ Ivica Horvat ab. Erlhoffs Mannschaft konnte aber den Abstieg aus der Bundesliga 1977 nicht verhindern. Er blieb zunächst auch in der Zweiten Liga Trainer der Rotweißen, wurde jedoch im Januar nach einem 3:3-Unentschieden beim Lokalrivalen Schwarz-Weiß, mit dem das Team von einem Aufstiegsplatz abrutschte, durch Klaus Quinkert abgelöst.
Erlhoff war anschließend als Trainer unter anderem beim SV Holzwickede, bei der SpVgg Erkenschwick sowie in den 90er Jahren mehrere Jahre beim VfB Hüls und ein Jahr bei der SG Marl tätig.
In der Saison 2000/2001 coachte er den Frauenfußball-Bundesligisten FFC Flaesheim-Hillen, belegte in der Meisterschaft den 5. Platz und zog ins Pokalendspiel in Berlin ein, wo das Team gegen den 1. FFC Frankfurt mit 2:1 verlor.